# Idesbald z Düne
Blahoslavený Idesbald z Düne, O.Cist. († 1167) byl kanovník, později cisterciácký mnich a opat. Katolická církev jej uctívá jako blahoslaveného a jeho liturgická památka je slavena 18. dubna.

## Život
Pocházel z Belgie, kde se narodil mezi lety 1090 a 1100. Od roku 1135 působil jako kanovník ve Veurne. V roce 1150 vstoupil do cisterciáckého řádu v opatství Düne ve Flandrech. O pět let později se zde stal opatem. Zemřel v roce 1167 a byl pohřben v olověné rakvi. V 16. století klášter vyplenili Gézové, mnichům se však podařilo Idesbaldovy ostatky uchránit před zneuctěním tím, že je zavčas ukryli na venkově na jednom statku. V roce 1623 byla rakev v rámci úředního vyšetřování otevřena a bylo konstatováno, že tělo nenese žádné známky rozkladu.
Roku 1894 byl Idesbaldův kult oficiálně schválen a on byl připočten mezi blahoslavené.